# Изворяну, Сильвиу
Сильвиу Изворяну (англ. Silviu Izvoranu; 3 декабря 1982, Галац) — румынский футболист. Его позиция — опорный полузащитник, но он также может играть как центральный защитник или на левом фланге защиты.

## Карьера

### Румыния
Изворяну начал свою карьеру в команде «Дунэря Галац», позже перешёл в «Оцелул», где играл в течение трёх лет. 28 августа 2005 года клуб Изворяну потерпел поражение со счётом 4:0 от «Стяуа». Затем зимой 2006 года он перешёл в «Политехнику Тимишоару». В составе клуба он дебютировал 11 марта 2006 года в матче с «Политехникой Яссы», клуб Изворяну выиграл с минимальным счётом. 5 апреля он забил первый гол в составе «Политехники», выведя свою команду вперёд в матче с «Глорией Бистрица», однако соперник сравнял счёт, и матч завершился вничью 1:1. Через четыре месяца он забил свой второй гол за клуб, открыв счёт в матче против «Арджеша», «Политехника» выиграла со счётом 2:0.
Далее он играл за «Динамо Бухарест». 14 августа 2007 года Изворяну сыграл в матче квалификации Лиги чемпионов против «Лацио», «Динамо» на выезде сыграло вничью 1:1, на матче присутствовало 40 тысяч зрителей. 7 октября он сыграл против своего бывшего клуба, «Оцелул», столичный клуб одержал разгромную победу со счётом 6:1. Из «Динамо» он сдавался в аренду в «Астру» и «Интернационал». 27 сентября 2009 года Изворяну в составе «Интернационала» проиграл столичному «Рапиду» со счётом 4:0. В сезоне 2010/11 играл за ФК «Университатя Клуж». Летом 2013 года после возвращения с Украины пополнил состав румынской команды из второй лиги «Университатя Крайова». В команде взял 27 номер.

### «Волынь»
На Украине Изворяну дебютировал 5 марта 2011 года в матче с луганской «Зарёй», «Волынь» потерпела поражение со счётом 3:0. 15 апреля «Волынь» проиграла «Динамо Киев» со счётом 5:1. 18 марта 2012 года Изворяну заработал своё первое в чемпионате Украины удаление, получив две жёлтых карточки в матче с «Оболонью». Воспользовавшись преимуществом, «пивовары» забили единственный победный гол. Через два тура «Волынь» обыграла «Металлург Донецк» со счётом 3:0. 28 июля Изворяну забил свой первый гол за «Волынь», открыв счёт в матче с «Черноморцем», его клуб выиграл со счётом 2:0. 6 августа клуб Изворяну потерпел поражение со счётом 4:0 от донецкого «Шахтёра». Во втором круге сезона Изворяну получил шанс взять реванш за это поражение, однако, снова пропустив в свои ворота четыре мяча, «Волынь» сумела забить лишь гол престижа. 31 марта Изворяну был удалён с поля, получив вторую жёлтую в матче с «Днепром», но «Волынь» сумела сохранить ничейный результат — 1:1. Летом 2013 года у Сильвиу закончился контракт с «Волынью» и стороны решили не продлевать сотрудничество.

### В сборной
Изворану выступал за молодёжную сборную Румынии.

## Достижения
- Финалист кубка Румынии: 2004, 2007
- Бронзовый призёр чемпионата Румынии: 2009